# Людвік Райхман
Людвік Вітольд Райхман (1 листопада 1881 — 13 липня 1965) — польський терапевт і бактеріолог, засновник ЮНІСЕФ, перший його голова від 1946 до 1950 року.

## Біографія
Народився 1 листопада 1881 в єврейській родині Олександра Райхмана, першого директора Варшавської філармонії, та Меланії Гіршфельд, соціалістки та борчині за права жінок. Людвік — брат Олександра Райхмана, видатного польського математика, та Гелени Радлінської, польського соціолога, перший двоюрідний брат Людвіка Гіршфельда, польського мікробіолога. Людвік Райхман — батько Яна А. Райхмана, польського інформатика, винахідника пам'яті на магнітних осердях.
Райхман виріс у Варшаві в складних умовах російської окупації. У ранньому віці він та його сестра Гелена чітко усвідомили соціальну несправедливість. Підлітками були залучені до навчання молодих робітників. Ставши дорослим, Людвік приєднався до Польської соціалістичної партії (ППС), брав участь у повстанні1905 року і навіть заарештований. Після кількох місяців ув'язнення його на деякий час заслали до Харкова.
Вивчав медицину в Ягеллонському університеті в Кракові, де зустрів свою майбутню дружину Марю Боянчик, студентку медичного факультету. Він захопився бактеріологією. Райхман навчався в докторантурі в Паризькому інституті Пастера, потім ненадовго повернувся до Кракова, перш ніж бути призначеним до видатної бактеріологічної лабораторії в Лондоні. Райхман з дружиною та трьома дітьми залишалися в Лондоні протягом Першої світової війні. Сім'я повернулася до Варшави у жовтні 1918 р., І Райхман переконав нову польську владу у необхідності створити епідеміологічний центр — Національний інститут гігієни, який існує донині у Варшаві як головний польський інститут охорони здоров'я.
Був активним у боротьбі з кількома хвилями епідемії тифу. У 1924 р. разом із Артуром Світсером (співробітник преси Ліги Націй) та вихователями Інституту Жана Жака Руссо Адольфом Фер'єром та Полом Мейхоффером він заснував Женевську міжнародну школу — першу у своєму роді у світі. На початку 30-х років Райхман став відомим у Женеві своїми антифашистськими позиціями та діями.
Райхман поїхав до Китаю, щоб допомогти уряду підготувати оборону від Японії, зокрема, придбавши літаки у США. Його сім'я переїхала до Франції, придбавши «шато» в Сарті, західному регіоні Франції. Вся сім'я була там, коли німці вторглися у Францію. Райхман поїхав до президента польського уряду в еміграції, генерала Сікорського, якого він знав особисто. Сікорський призначив його керівником польських біженців і дав йому листа, який він передав президенту Рузвельту з проханням про допомогу США. Під час війни Раджхман працював над гуманітарними питаннями але також був радником телеканалу «Сун» з питань розвитку. Наприкінці війни новий (комуністичний) польський уряд у Любліні попросив його представляти Польщу в рамках UNRRA. Кажуть, що Райхман серйозно вагався щодо співпраці з цим урядом, але врешті-решт його підкорило бажання допомогти своїй країні.
Райхман був головою правління ЮНІСЕФ до 1950 року і відмовився отримувати гроші за свою роботу. В контексті нової « холодної війни» він раптово виїхав до Франції і більше не повернувся до Сполучених Штатів. У той же час польська комуністична влада вилучила його польський паспорт, і його не видали до тих пір, поки в 1956 р. не розпочався постсталінський період. Відтоді Райхман досить часто їздив до Польщі. Останній його візит був у Варшаві в 1963 році. Райхман помер у 1965 році через ускладнення хвороби Паркінсона.